# IMT-2020
IMT-2020 (International Mobile Telecommunications-2020) je seznam požadavků na 5G sítě, zařízení a služby, který vydal v roce 2015 radiokumunikační sektor Mezinárodní telekomunikační unie (ITU-R).
Standard byl publikován 1. února 2021 jako doporučení Recommendation ITU-R M.2150-0 pojmenované Detailed specifications of the radio interfaces of IMT-2020, ale jeho větší část byla dokončena již dříve. Například požadavky na rádiovou přístupovou technologii uvedené níže byly přijaty v listopadu 2017. Předpokládalo se, že po zveřejnění požadavků vývojáři rádiových přístupových technologií, jako jsou 3GPP a Evropský ústav pro telekomunikační normy (ETSI) dokončí 5G technologie splňující tyto požadavky. 3GPP vyvíjí rádiové přístupové technologie 5G NR, LTE-M a NB-IoT, které by měly společně splňovat všechny požadavky, zatímco ETSI vyvíjí DECT-2020 NR a Nufront vyvíjí EUHT (Enhanced Ultra High Throughput).

## Požadavky
Následující parametry jsou požadavky pro 5G kandidáta na rádiovou přístupovou technologii podle IMT-2020. Tyto požadavky neomezují plný rozsah funkcionality nebo výkonnosti, které může kandidát na IMT-2020 dosáhnout, ani nepopisují, jak technologie může fungovat ve skutečném nasazení.
| Vlastnost                                   | Popis                                                                      | 5G požadavek     | Scénář použití |
| ------------------------------------------- | -------------------------------------------------------------------------- | ---------------- | -------------- |
| Špičková přenosová rychlost pro downlink    | Maximální přenosová rychlost, kterou technologie musí podporovat           | 20 Gbit/s        | eMBB           |
| Špičková přenosová rychlost pro uplink      | Maximální přenosová rychlost, kterou technologie musí podporovat           | 10 Gbit/s        | eMBB           |
| Uživatelská přenosová rychlost pro downlink | Přenosová rychlost v hustém městském testovacím prostředí po 95 % času     | 100 Mbit/s       | eMBB           |
| Uživatelská přenosová rychlost pro uplink   | Přenosová rychlost v hustém městském testovacím prostředí po 95 % času     | 50 Mbit/s        | eMBB           |
| Latence                                     | Příspěvek rádiové sítě ke zpoždění paketu                                  | 4 ms             | eMBB           |
| Latence                                     | Příspěvek rádiové sítě ke zpoždění paketu                                  | 1 ms             | URLLC          |
| Mobilita                                    | Maximální rychlost pro předání spojení a pro požadavky QoS                 | 500 km/h         | eMBB/URLLC     |
| Hustota spojení                             | Celkový počet zařízení na jednotku plochy                                  | 106/km2          | mMTC           |
| Energetická efektivita                      | Množství přenesených dat na jednotku spotřeby energie (zařízení nebo sítě) | stejné jako u 4G | eMBB           |
| Plošná provozní kapacita                    | Celkový provoz na pokrytou plochu                                          | 10 Mbps/m2       | eMBB           |
| Špičková spektrální efektivita pro downlink | Propustnost na jednotku šířky rádiového pásma a buňku sítě                 | 30 bit/s/Hz      | eMBB           |